# (33112) 1998 BL1
1998 BL1 (asteroide 33112) é um asteroide da cintura principal. Possui uma excentricidade de 0.05658980 e uma inclinação de 11.80369º.
Este asteroide foi descoberto no dia 19 de janeiro de 1998 por Takao Kobayashi em Oizumi.